# Dworek Gościnny w Szczawnicy
Dworek Gościnny (nazywany też Dworcem Gościnnym, Kursalonem, Kurhausem lub Gościnną Gospodą) – gmach teatralno-hotelowy w Szczawnicy, znajdujący się w Parku Górnym pod numerem 7.

## Historia

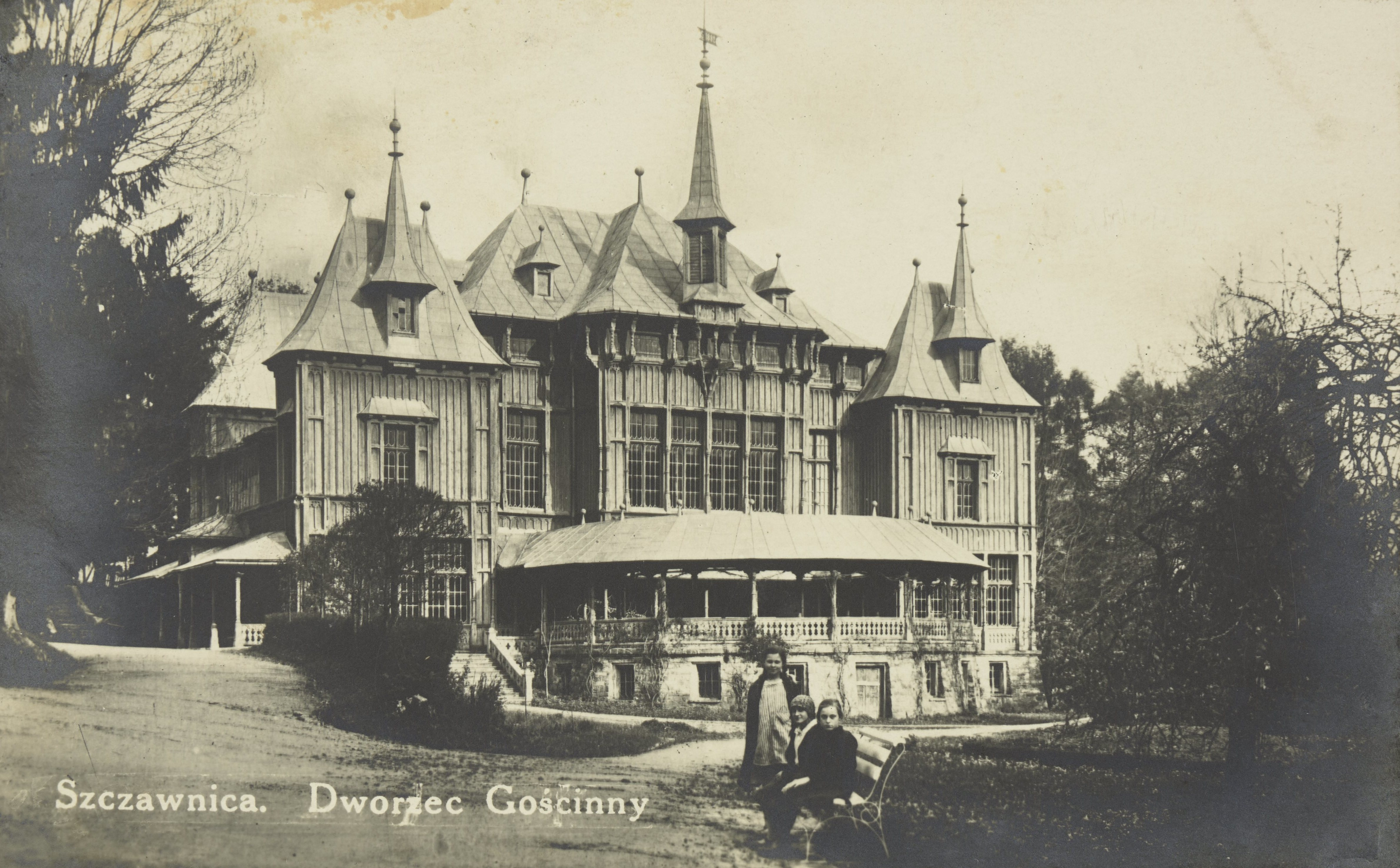
Dworek przed 1930

Historia tego miejsca sięga XIX wieku, budowę owej gościny rozpoczął Józef Szalay stawiając w 1875 roku fundamenty, na których w przyszłości miał stanąć „Pieniński Salon”. Budowę górnej części rozpoczęła w 1882 roku krakowska Akademia Umiejętności. 
Gmach uroczyście otwarto w 1884 roku. Budynek został wzniesiony z drewna modrzewiowego, kryty gontem, z wielką liczbą galeryjek, ganków, lukarn i wieżyczek. Mieścił salę balową na 500 osób, salę widowiskową, salę fortepianową, czytelnię, salę bilardową, salon fryzjerski i dwa sklepy. Według dawnych relacji, na werandzie z podcieniami „ponad stu gości mogło naraz pić kawę na otwartym powietrzu”.
W XIX i w pierwszej połowie XX wieku Dworek stanowił centrum życia kulturalno-rozrywkowego w Szczawnicy, były to czasy jego świetności. Występowały tutaj takie sławy jak: Helena Modrzejewska, Mieczysław Frenkiel, Aleksander Zelwerowicz, Ludwik Solski, Juliusz Osterwa czy Stefan Jaracz. W foyer mieli odczyty lub spotkania autorskie Maria Konopnicka, Henryk Sienkiewicz, Bolesław Prus i Kazimierz Przerwa-Tetmajer. Tu miał powstać wiersz Adama Asnyka pt. „Och gdybym był młodszy kochanie”. W budynku od początku mieściło się studio fotograficzne Awita Szuberta, zlikwidowane w 1928 roku.
W 1909 roku właścicielem Dworku został Adam Stadnicki. II wojna światowa położyła kres świetności obiektu. W 1948 roku władze PRL upaństwowiły całe Uzdrowisko, a wraz z nim Dworek Gościnny. W latach 1959–1962 w Dworku znalazły swoje pierwsze pomieszczenie zbiory Muzeum Pienińskiego. 20 października 1962 roku w budynku wybuchł pożar. Drewniana konstrukcja została doszczętnie zniszczona, pozostały jedynie murowane fundamenty.
Szansa na odbudowę dworku pojawiła się w 2005 roku, kiedy to rodzina Mańkowskich – spadkobierców Adama hrabiego Stadnickiego, odzyskała dawny majątek uzdrowiska. W 2008 roku rozpoczęto odbudowę Dworku Gościnnego. Odtworzona została bryła budynku (jej kubatura została zwiększona przy tym o 1/3 w stosunku do pierwotnej), jak również zachowane zostały regionalne elementy rzeźbione w drewnie i malowane ornamenty. Odbudowany Dworek oddano do użytku w 2011 roku.
Dworek Gościnny to obecnie wielofunkcjonalne centrum kulturalno-biznesowe, pozwalające na organizację różnych wydarzeń kulturalnych, biznesowych czy prywatnych. Zastosowano w nim wiele nowoczesnych systemów multimedialnych, oświetleniowych oraz dźwiękowych.

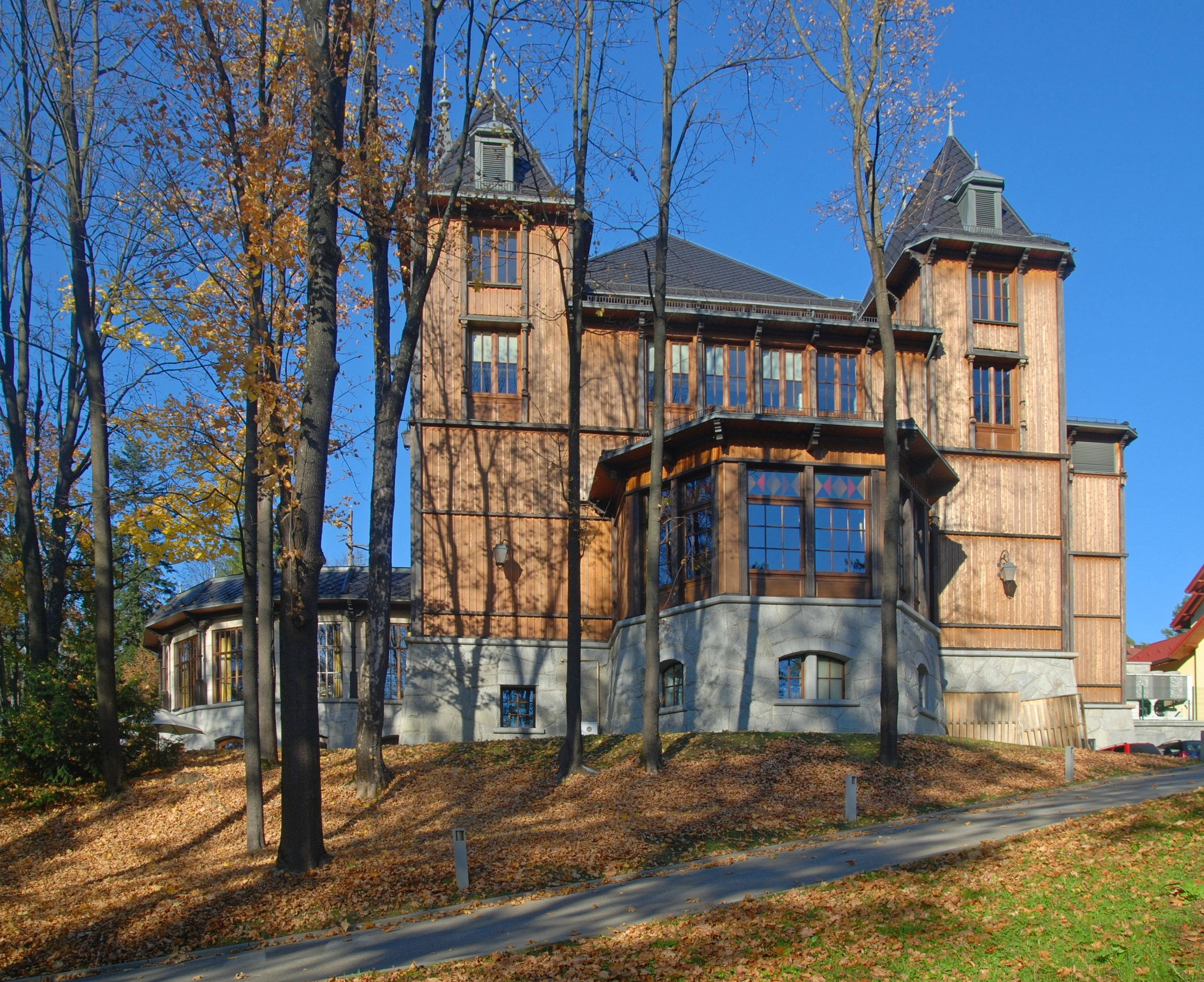
Elewacja południowa
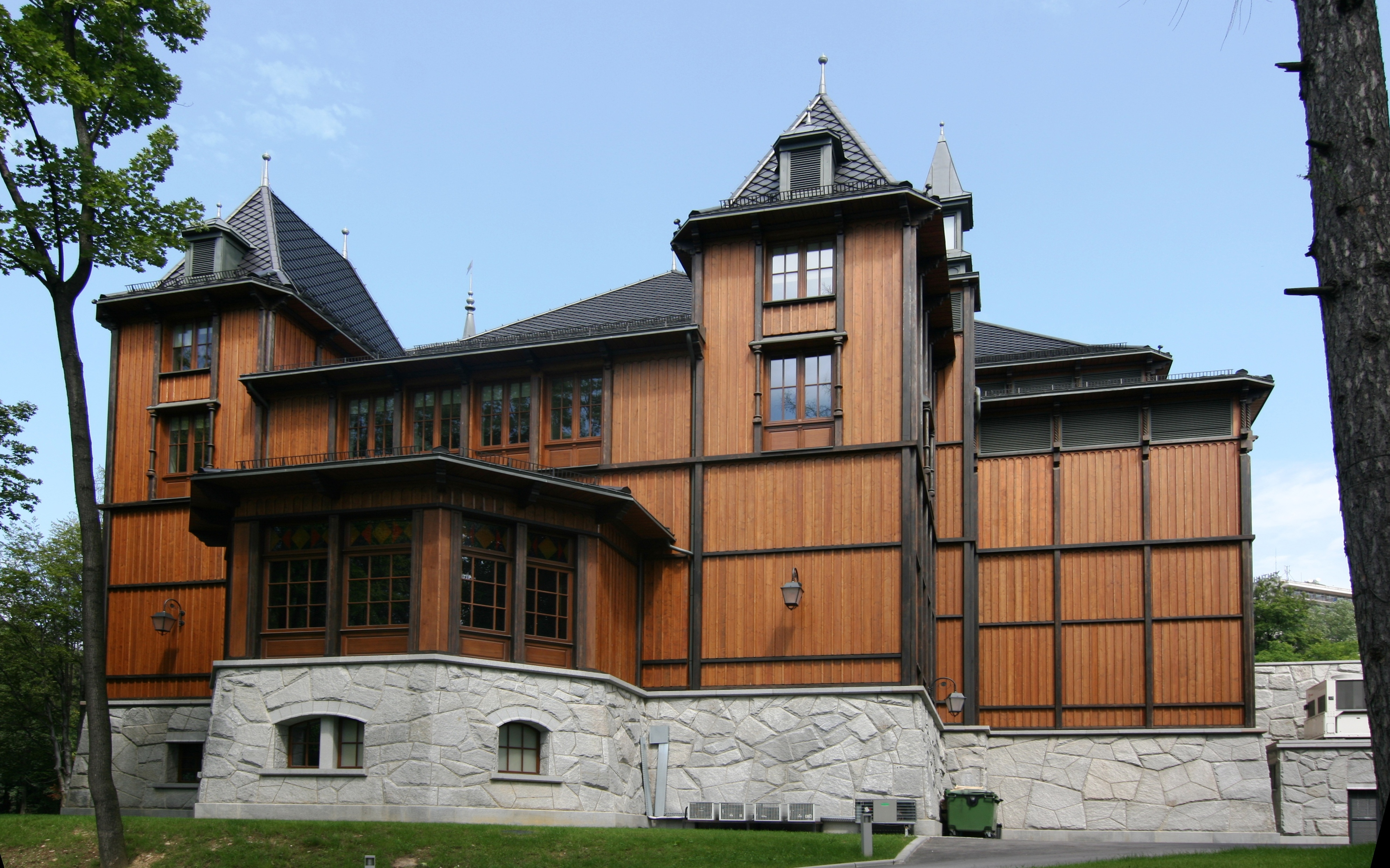
Widok od strony wschodniej
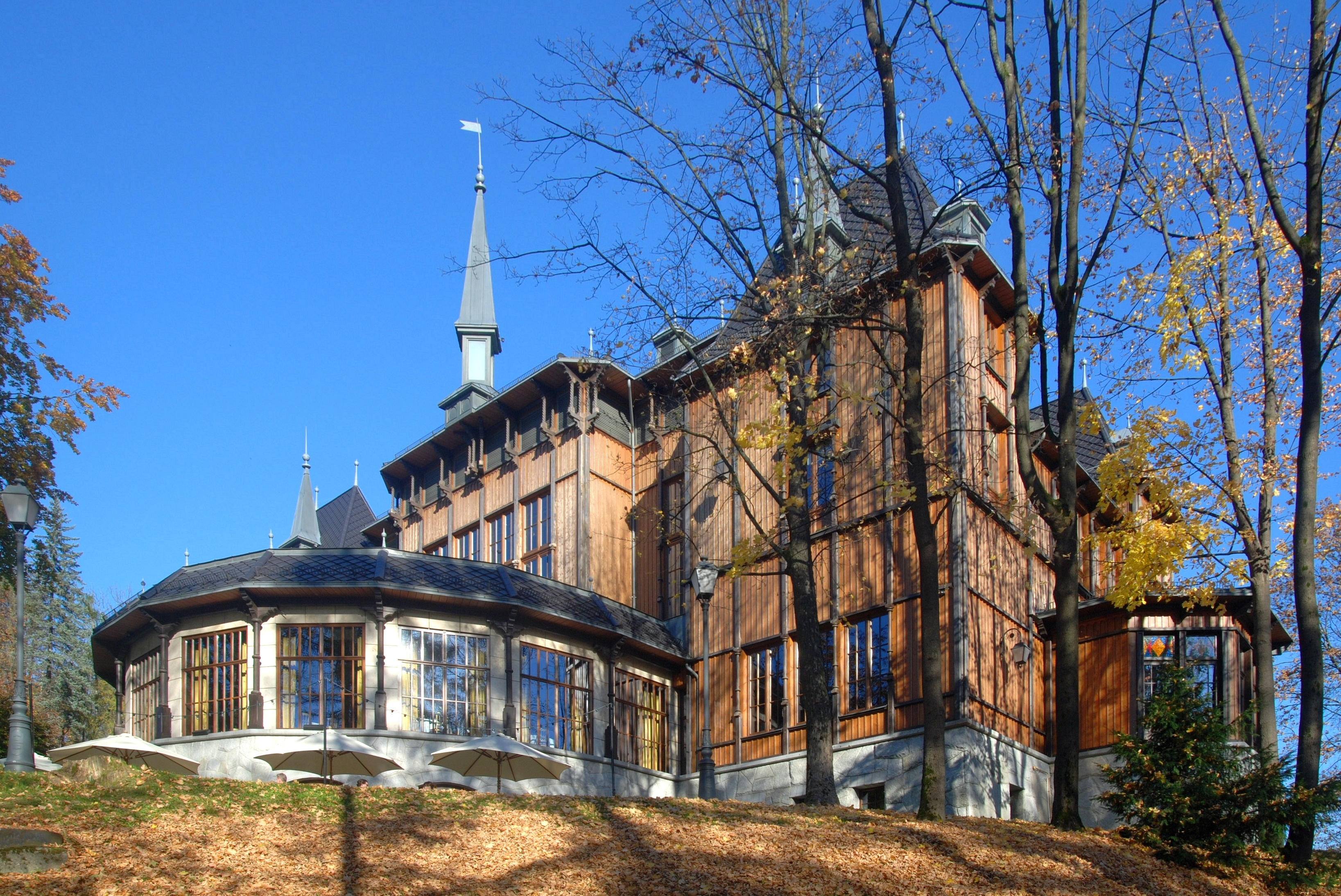
Elewacja zachodnia